# Любеч
Лю́беч — селище у Чернігівському районі Чернігівської області, колись одне зі стародавніх та важливих міст Русі: «Північні ворота» Русі, де спочивали лодії перед шляхом до Києва і далі до Візантії.

## Походження назви міста
Існує кілька легенд походження назви міста Любеч.
Згідно з одною, великі князі Аскольд і Дір, проходячи по Дніпру, довго насолоджувались місцевим краєвидом, зупинилися тут і назвали місце «Любезне».
Згідно з іншою, був князь Люб, і Любеч — місто від нього.
Згідно з третьою, назвали місто на честь нареченої чернігівського князя — Любави.
Давні греки називали Любеч «Амадокою», тобто місцем виготовлення човнів-однодеревок.
Є й інші версії, легенди та перекази про назву міста, але, безумовно, назва — слов'янського походження, від слів «любий», «любовний», «милий» тощо.

## Історія

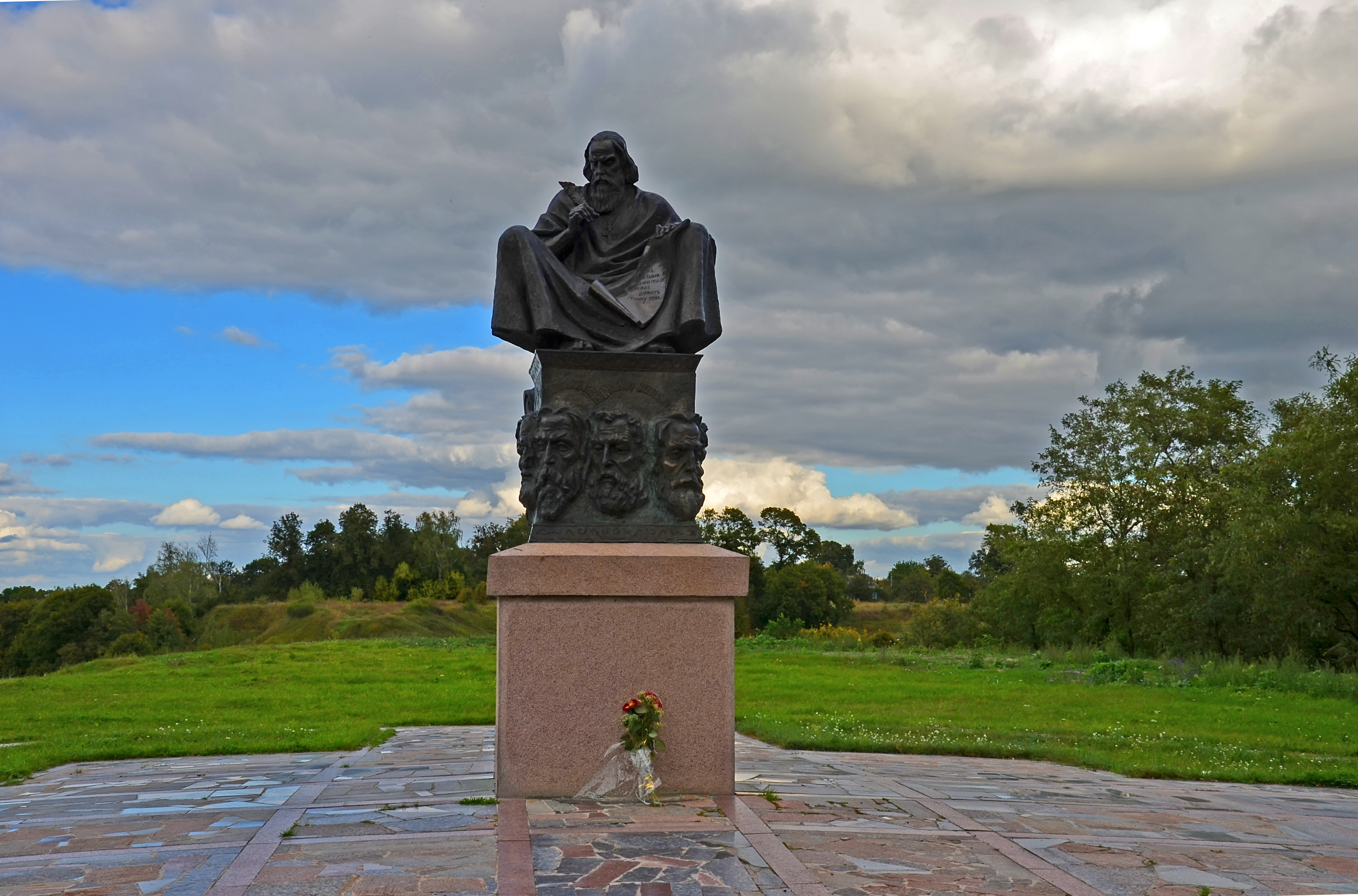
Пам'ятник Любецькому з'їзду князів

Пам'ятник Малуші з Володимиром (Скульптор — М. Зігура)

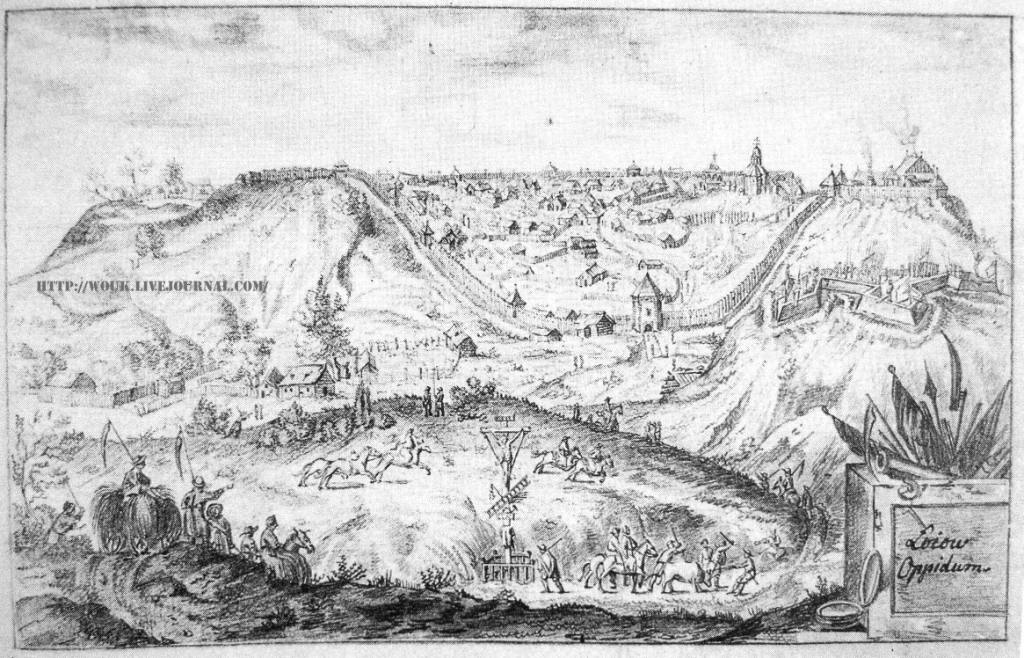
Любеч, рисунок Абрагама ван Вестерфельда 1651 року

Слов'янські поселення на місці Любеча існували вже в перші століття нашої ери.

Вхід до дальньої Антонієвої печери (2004).

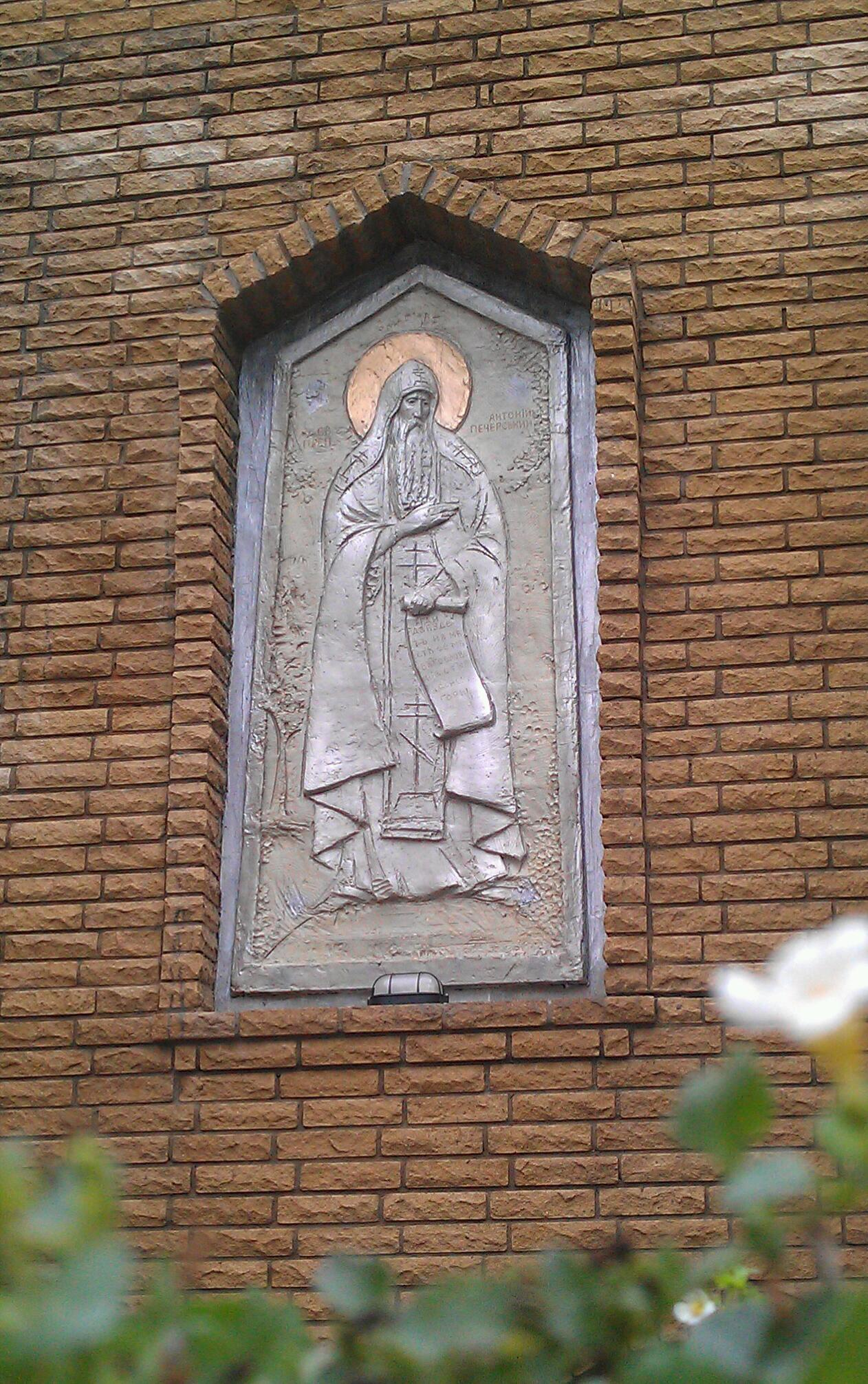
Рельєф Св. Антонія Печерського над входом у ближню печеру (2012) Г.Єршов

Любеч уперше згадано в «Повісті врем'яних літ» під 882 роком, коли київський князь Олег захопив його й настановив тут свого посадника. У договорі Олега з греками під 907 роком Любеч значиться серед інших міст Русі.
949 — це велике торгове місто згадує візантійський імператор Костянтин VII Багрянородний у трактаті «Про управління імперією».
Любеч виник у місцевості з дуже складним рельєфом, на краю високого лівобережного плато Дніпра. Топографічне розміщення давало можливість контролювати великий водний шлях «із варяг у греки». Любеч ніби замикав верхній Дніпро, річки Сож і Березину, захищаючи північні підступи до Києва. Тож тут не раз відбувалися військові сутички, що вирішували долю великокнязівського столу і всієї Київської держави. Так, перемігши в Любецькій битві у грудні 1016 свого брата Святополка, Ярослав Мудрий 1017 року опанував Київ. Битва 1024 року під Лиственом, неподалік від Любеча, започаткувала формування незалежного від Києва Чернігівського князівства.
В історіографії побутує думка, що Любеч у Х—ХІІ століттях належав до Чернігівського князівства, однак археологічні дослідження доводять тотожність археологічних матеріалів не з Черніговом, а з Києвом, в літописах територіальна приналежність міста не зазначена. Твердження що Любеч був центром окремого удільного князівства хоча і поширене в краєзнавчій літературі, не відповідає дійсності.
1097 — відбувся Любецький з'їзд князів Русі, який остаточно закріпив феодальний принцип «каждо да держить отчину свою».
1147 р. — Любеч зруйнований смоленським князем Ростиславом.
1157 р. — місто спустошили половці, у 1159 р. місто назване «пустим».
1180 р. — Другий Любецький з'їзд князів.
1239 р. — місто спустошила монгольська орда. XIII ст. — в залежності від Орди; від першої половини XIV ст. — під володарюванням брянських князів.
50-60-і рр. XIV ст. — приєднання Любеча до Великого князівства Литовського.
1387 р. — король Владислав Ягайло надав місто у володіння Скиргайлу Ольгердовичу.
1394 р. — Любечем керують великокнязівські намісники.
1424 р. — у володінні боярина Альберта Монивида, сина Кайлікіна.
1424—1458 рр. — у володінні Івана Монивидовича.
1458—1475 рр. — у володінні Войтеха (?) Монивидовича, сина Івана.
1471 — Любеч став центром волості Київського воєводства.
1477—1483 рр. — великокнязівським намісником в Любечі був Василь Любич.
1483 р., 2 жовтня — наданий у вотчину князю Василю Михайловичу Верейському.
1488 р. — перша згадка про любецьку митницю. 18 квітня 1499 р. — В. Верейський отримав підтвердження на Любецький замок від Олександра Ягеллончика. 1500 р. — містом володіє Марія Верейська (Палеолог).
1500 р., серпень — місто відібране князем Семеном Можайським, який приєднав його до Московської держави.
1500–1508 — входив до складу Московської держави.
1503 р., 28 березня — за міждержавним договором Любеч визнаний за Московією.
1505 та 1506 рр. — король Олександр підтвердив за Софією Верейською та її чоловіком Ольбрахтом Гаштольдом право збирати податки з Любеча (формальне пожалування).
1508 р. — повернення Любеча до ВКЛ.
1516 р. — наданий О. Гаштольду та С. Верейській «у вічність».
1522 р. — Любеч визнаний Московською державою за ВКЛ.
1526—1527 рр. — Московська держава зобов'язувалася Любеч з волостями «не воювати».
1536 р., липень — московський воєвода князь Іван Горенський спалив Любеч («острог взяли и посад пожгли»).
1539 р. — О. Гаштольд заповів усі свої маєтки дружині.
1542 р. — помер О. Гаштольд.
1542—1549 рр. — містом володіє Софія Гаштольд-Верейська, померла 1549 р.
1549 (1550 р.?) — проведений опис Любецького замку.
1549 р. — місто перейшло до великого князя як виморочний маєток, київські воєводи призначають до Любеча своїх намісників.
1551—1552 рр. — місто захоплене московським військом.
1553 р. — привілей Сигізмунда ІІ Августа міщанам Любеча.
1560 (1559?) — 1580 рр. — любецьким старостою був Павло Сапіга.
1560 р. — делегація любецького міщанства до Сигізмунда ІІ Августа.
1562 р. — Сигізмунд ІІ Август звільнив бояр та міщан Любецького замку від митних поборів.
1566—1567 рр. — Любеч розорений московським військом
1567 р. — друга делегація любецьких міщан до Сигізмунда ІІ Августа.
Із входженням Київського воєводства до складу Речі Посполитої (1569) місто стало центром окремого староства.
1570 р. — любецьким міщанам наданий королівський привілей на звільнення від «мыт и поборов».
1571 р. — проведена королівська ревізія Любецького староства.
1580—1583 рр. — любецьким старостою був Андрій Іванович Вишневецький.
1583—1584 рр. — уряд любецького старости займав київський каштелян Михайло Вишневецький.
1585—1594 рр. — любецьким та лоєвським старостою був Олександр Вишневецький, син попереднього старости, у 1578—1581 рр. — «старший» (гетьман) козацького реєстру.
1594—1611 рр. — старостування Войцеха Хотимерського (Хотимирського).
1606 р. — проведений опис («інвентар») Любеча.
1609—1611 рр. — Любеч став базою армії Речі Посполитої у війні з Московською державою.
1612—1627 рр. — любецьким та лоївським старостою був Миколай Струсь.
1612—1613 рр. — Любеч постраждав від нападів московського війська.
1616 р. — у Любечі була побудована нова потужна фортеця (згоріла до 1654 р.).
1617 р. — московські війська випалили посади Любеча.
1622 р. — проведена королівська ревізія Любецького староства.
1629—1633 рр. — любецьким стольником був польський шляхтич Станіслав Рей.
1633—1638 рр. — старостування Адама Калиновського.
1635 р. — Адам Калиновський передав права на Любеч своїй дружині Христині Струсь (1605—1647 рр.)
1638—1648 рр. — любецьким та лоєвським старостою був чернігівський воєвода Марцін Калиновський.
1643—1645 (?) р. — Любецьке та Лоєвське староства перебували в оренді у київського підстолія Максиміліана Бжозовського.
1644 р. — відновлення у Любечі митниці.
1646 р. — інкорпорація Любецького та Лоєвського староств до Стародубського повіту Смоленського воєводства Великого князівства Литовського.
1648 (?) — 1649 (?) рр. — любецьким та лоєвським старостою був чернігівський воєвода Самуель Єжи Калиновський.
1648 — місто як сотенний центр увійшло до Гетьманщини.
1649 р. — ультиматум Б. Хмельницького, за яким Любеч мав перейти під юрисдикцію Війська Запорозького.
1649 р., 31 липня — перша Лоєвська битва.
1649–1652 — Любеч був зайнятий литовськими військами.
1650 р. — Гетьман Б. Хмельницький зробив Любеч ранговою маєтністю чернігівських полковників.
1651 р., 26 червня (6 липня) — друга Лоєвська битва («Битва під Ріпками»).
1651 р. — володарем Любеча став князь Януш Радзивіл.
1651 та 1653 рр. — Любеч як опорна база армії ВКЛ на Лівобережжі знаходився у козацькій облозі та був відвойований
козаками.
1654 р. — Любеч названий «пустим», до міста була введена московська залога.
1662 р. — чернігівський полковник О. Силич отримав грамоту царя Олексія Михайловича із затвердженням прав на Любеч.
1663 р. — універсал гетьмана І. Брюховецького любецьким міщанам.
За гетьманування Івана Мазепи містом володів сам гетьман.
1693 р. — чернігівський архієпископ Лазар Баранович надав дозвіл ієродиякону Іоні та монаху Інокентію Щирському відновити Любецький монастир Св. Антонія.
1694 р. — Любецький монастир отримав універсал І. Мазепи.
1708 р. — після розправи над мазепинцями Петро І пожалував Любеч Павлу Полуботку.
У середині XVIII ст. укріплення Любеча вже не відповідали статусові прикордонного містечка на межі з Річчю Посполитою. Тому під загальним керівництвом інженера-підполковника Данила де Боскета тут було розроблено відповідні проектні пропозиції. «План пограничного местечка Любич з даною ситуацією на три верстві». Щоб посилити обороноздатність «пограничного містечка Любича», на схід від нього на окремій горі було вибрано місце для величезної нової земляної фортеці. Зберігся проект 1749 року, складений за всіма правилами тодішньої європейської фортифікації, але його так і не здійснили через зміну в другій половині XVIII ст. військово-політичної ситуації на Наддніпрянщині.
1712 р. — московське військо у Любечі чатувало прихід з Правобережжя повсталих запорожців.
1764 р. — Любеч перейшов до родини Милорадовичів.
1781 р. — ліквідована Любецька сотня.
1802 р. — Любеч став містечком Городнянського повіту.
1923 р. — Любеч став районним центром - створено Любецький район Чернігівської округи з волостей Любецької і Редьківської.
У 900-у річницю міста (1997), вшановуючи історичні події Любецького з'їзду, скульптор Геннадій Єршов створив образ ченця-літописця та рельєфні портрети князів. Бронзовий Пам'ятник Любецькому з'їзду князів встановлений на Замковій горі.

### Друга світова війна
27 червня 1941 року був сформований винищувальний батальйон, який зразу ж було відправлено на фронт. А 1 вересня місто окупували німецькі війська.
Вже в грудні 1941 року вчитель любецької школи М. Мишко організував підпільну групу чисельністю 16 чоловік. Після того, як окупанти розстріляли М. Мишка, підпільників очолив О. Шаповал. Одночасно в місті діяла інша підпільна група, яку очолили робітники любецької МТС А. Остапенко та М. Леоненко. Вони псували трактори, зірвали відправку до Німеччини 300 молодих любечан, вчасно попередивши місцеве населення про небезпеку. Любеч разом із навколишніми селами входив до зони дій партизанського загону ім. М. Коцюбинського, яким командував М. Таранущенко. У 1943 році був сформований Любецький партизанський загін у складі 40 чоловік під керівництвом П. Дудка. Комісаром загону був О. Седляр. Партизани знищили ешелон з паливом, спалили зерно, що було приготоване для відправки до Німеччини, розгромили кілька поліцейських дільниць. Але проти них були кинуті значні сили ворога, і партизани відступили на північ, влившись у з'єднання під командуванням Миколи Попудренка як окремий загін ім. Ф. Дзержинського. Об'єднані сили партизан оперували на Дніпрі, шосе Чернігів — Гомель і дорогах з Любеча до Чернігова та Ріпок, паралізувавши окупаційну владу на значній території. До серпня 1943 року партизанське з'єднання М. Попудренка визволило від окупантів більшість сіл навколо Любеча, а 23 вересня у місто вступили частини військ 61-ї армії Центрального фронту. На фронті з нацистами билися 733 жителі Любеча, з них 388 з війни не повернулись. Їхні імена викарбувано на пам'ятнику, встановленому 1968 року на колишньому любецькому базарному майдані. 221 любечанин був нагороджений бойовими орденами та медалями. Льотчику Костянтину Тарасевичу, який зробив 576 бойових вильотів, посмертно присвоєно звання Героя Радянського Союзу.

### Незалежна Україна
12 червня 2020 року, відповідно до розпорядження Кабінету Міністрів України № 730-р «Про визначення адміністративних центрів та затвердження територій територіальних громад Чернігівської області», увійшло до складу Любецької селищної громади.
19 липня 2020 року, в результаті адміністративно-територіальної реформи та ліквідації Ріпкинського району, селище увійшло до складу Чернігівського району Чернігівської області.

## Населення

### Чисельність населення
| 1959 | 1979 | 1989 | 2001 | 2016 | 2022 |
| ---- | ---- | ---- | ---- | ---- | ---- |
| 3922 | 4089 | 3771 | 2648 | 2086 | 1890 |

### Розподіл населення за рідною мовою(2001)
| українська мова | російська | білоруська |
| --------------- | --------- | ---------- |
| 94,82 %         | 4,46 %    | 0,72 %     |

## Господарство
Функціонує ТОВ «ШТИЛЬ». Вид діяльності: рибництво; надання послуг у рибництві. Також — ТОВ «ЛЮБЕЦЬКЕ». Вид діяльності: розведення свиней.

## Пам'ятки і музеї
- Історико-археологічний музейний комплекс «Древній Любеч»
- Кам'яниця Полуботка
- Любецький замок
- Пам'ятник Любецькому з'їзду князів

## Відомі особи
- Малуша — матір князя Володимира Великого (Святого).
- Добриня Микитич — дядько князя Володимира Великого.
- Антоній Печерський (* близько 982 — † 10 липня 1073) — Святий Християнської Церкви, церковний діяч Русі. Родоначальник вітчизняного організованого чернецтва, засновник Києво-Печерського монастиря і будівничий Свято-Успенського собору. За «Патериком Печерським, або Отечником», преподобний Антоній (в миру Антипа) народився в Любечі[8].
- Граф Григорій Милорадович
- Мовша Тамара Григорівна — український археолог, кандидат історичних наук (1975), лауреат премії імені Вікентія Хвойки.
- Коломієць Володимир Михайлович[9] — український фізик, член-кореспондент НАН України.
- Смородинцева Анастасія Федорівна (1904—1990) — український економіко-географ.
- Хорошун Леонід Петрович (нар.25 квітня 1937) — вчений в галузі механіки, доктор фізико-математичних наук, член-кореспондент Національної Академії наук України, лауреат Державної премії УРСР 1988 року.
- Слісаренко Анатолій Олексійович (1923—1997) — радянський і український кінорежисер.
- Теремецький Андрій Григорович (1979—2024) — солдат збройних сил України, учасник російсько-української війни.

## Галерея

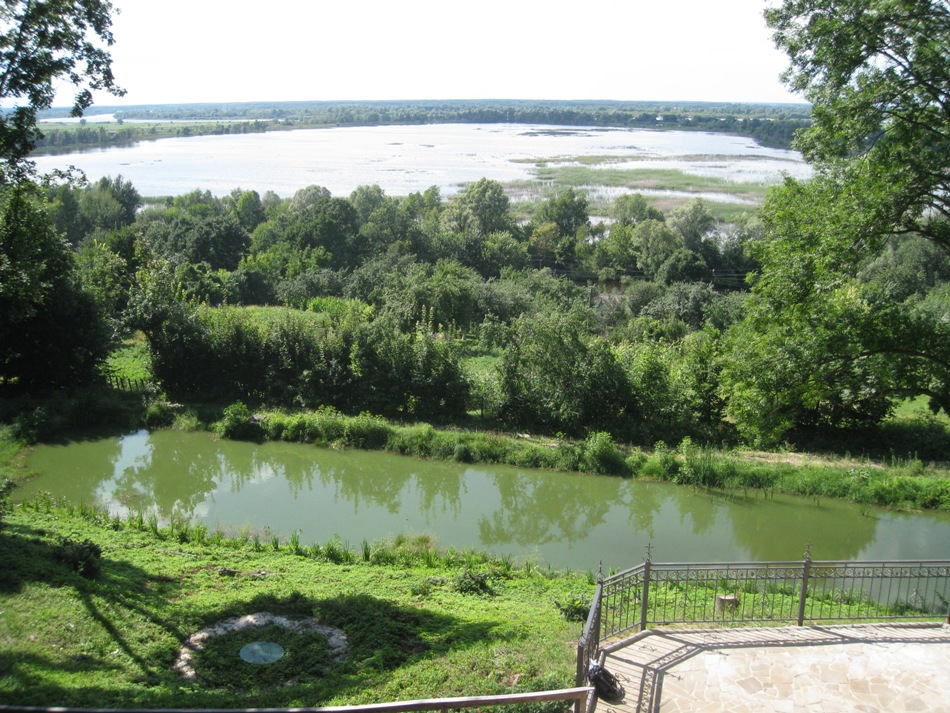
Озеро на території садиби Милорадовичів у Любечі
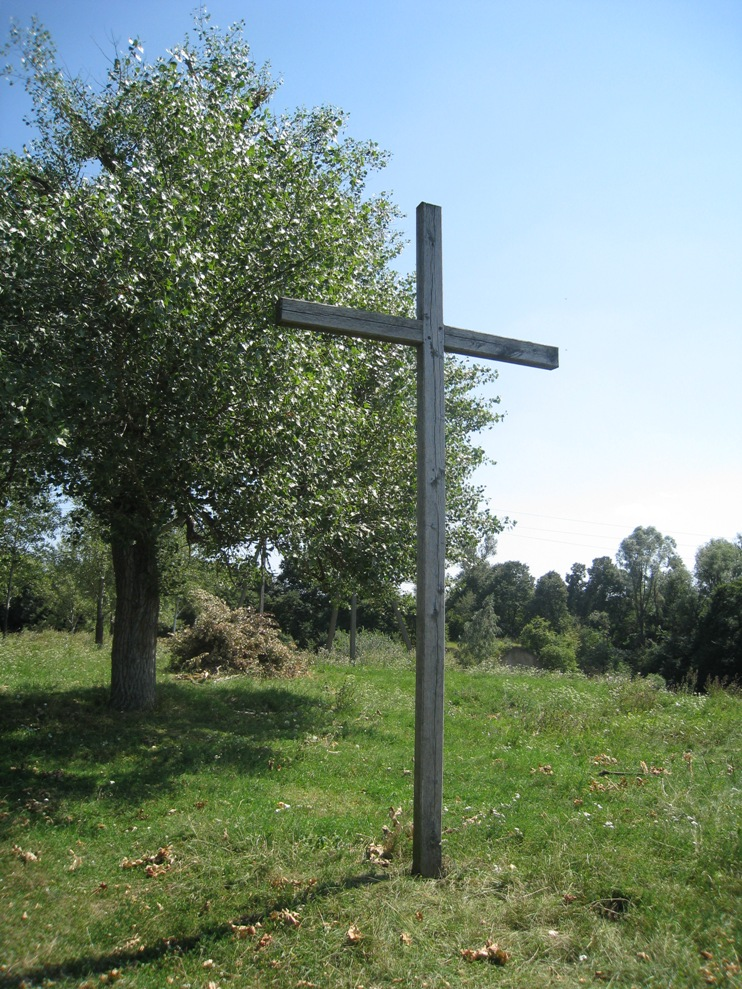
Ур. Монастирище в Любечі
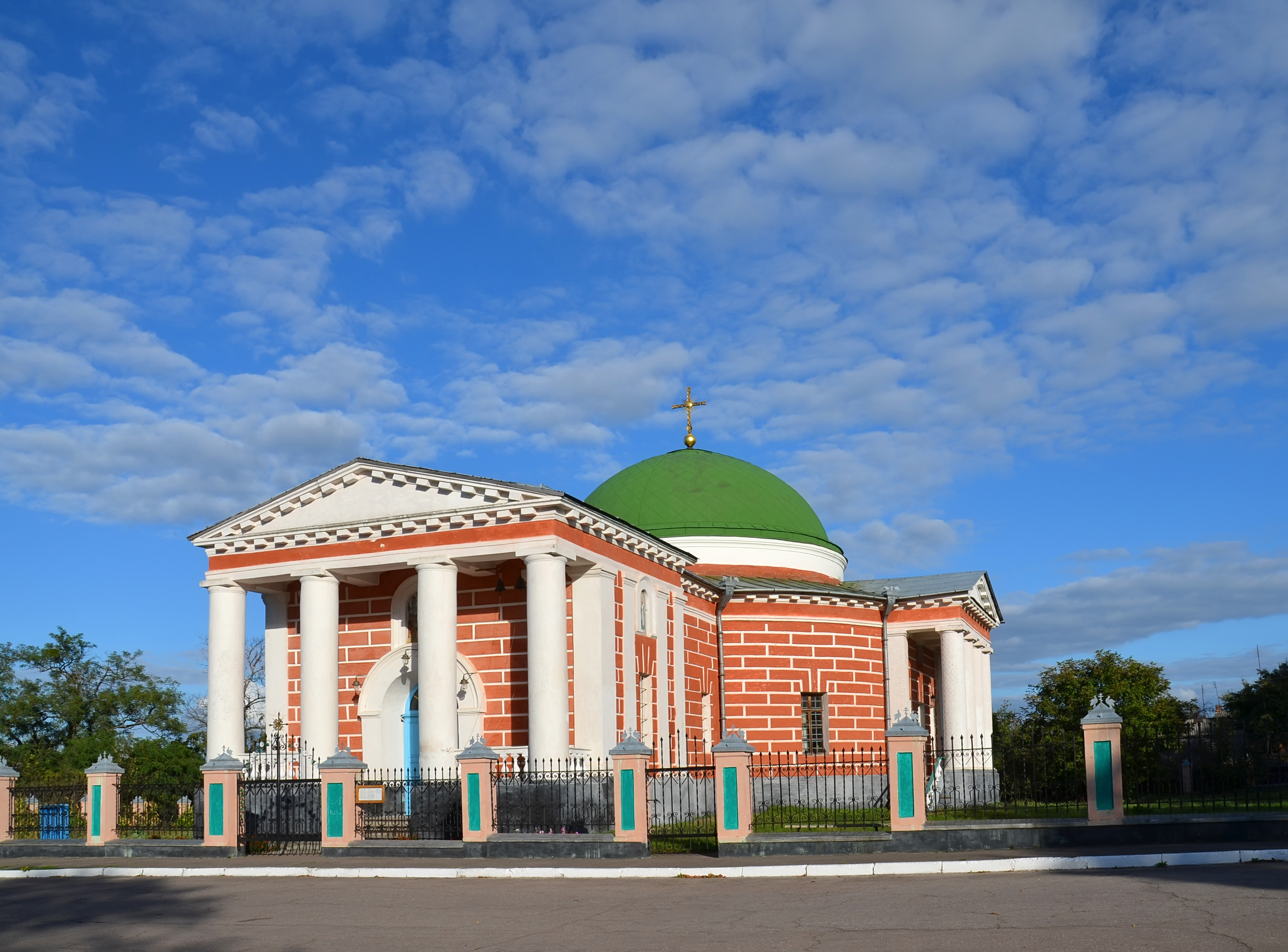
Спасо-Преображенський собор початку ХІХ ст. у Любечі (2012 р.)
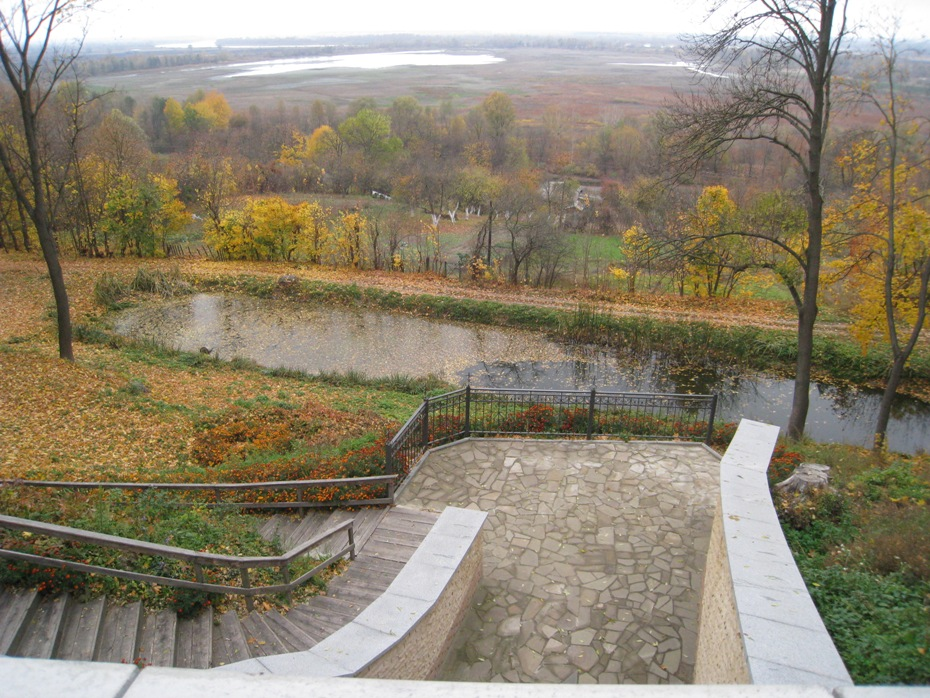
Територія садиби Милорадовичів у Любечі
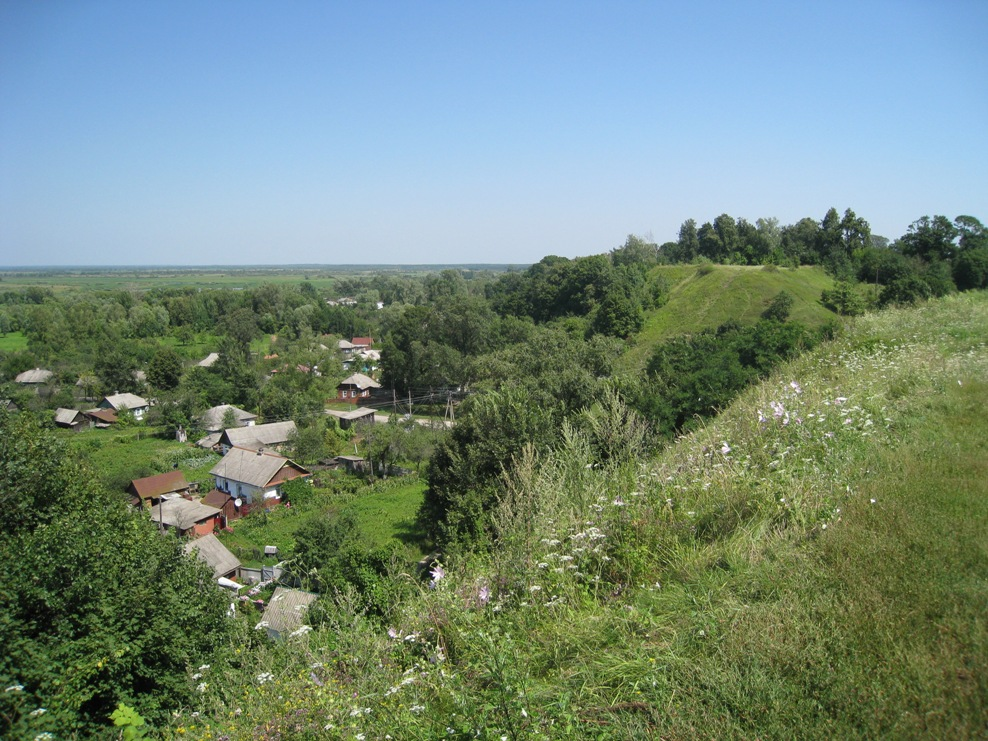
Вид із Замкової гори в Любечі
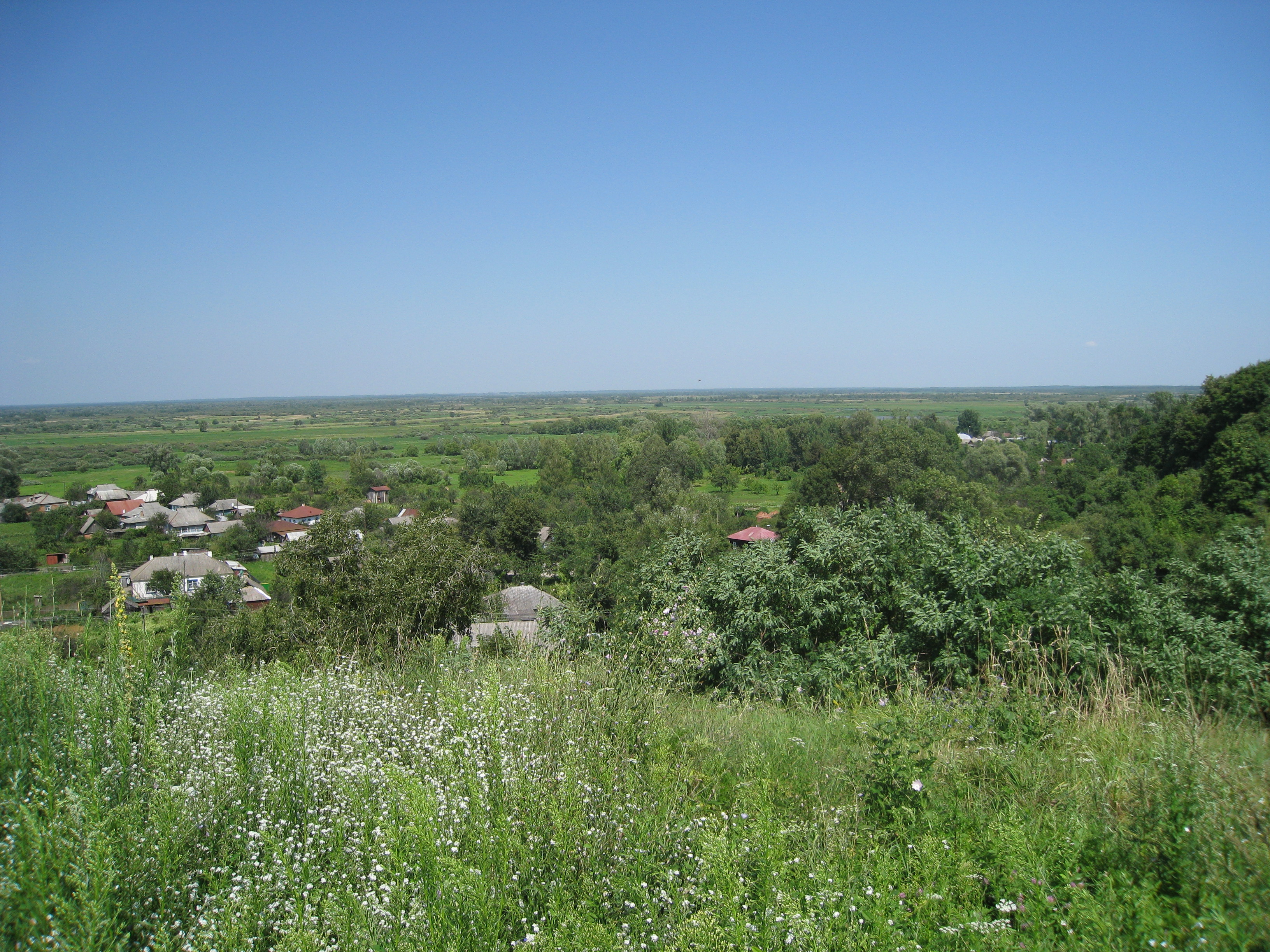
Вид із Замкової гори в Любечі (2012 р.)
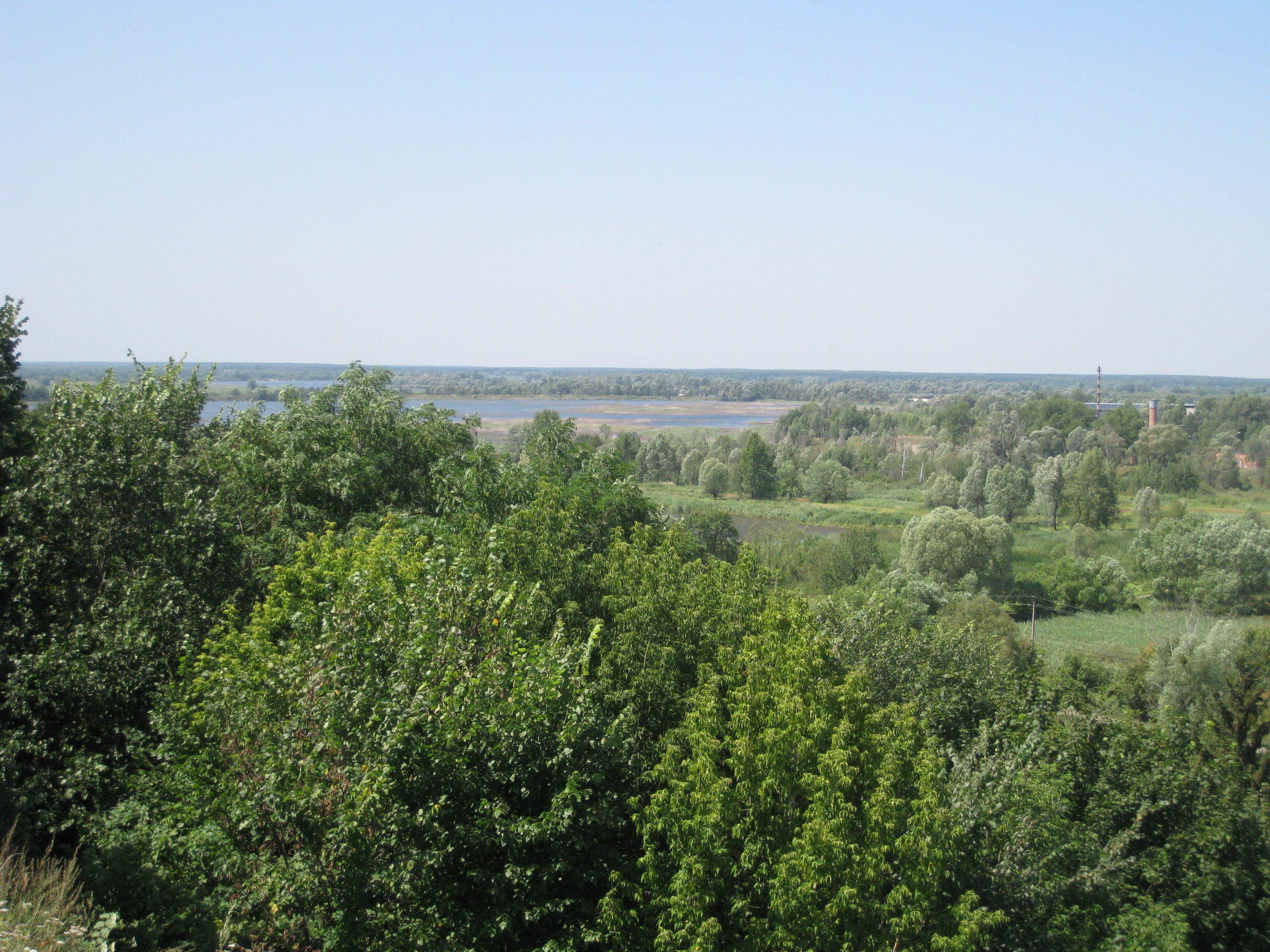
Вид на Дніпро та кордон з Білоруссю у 2012 р.
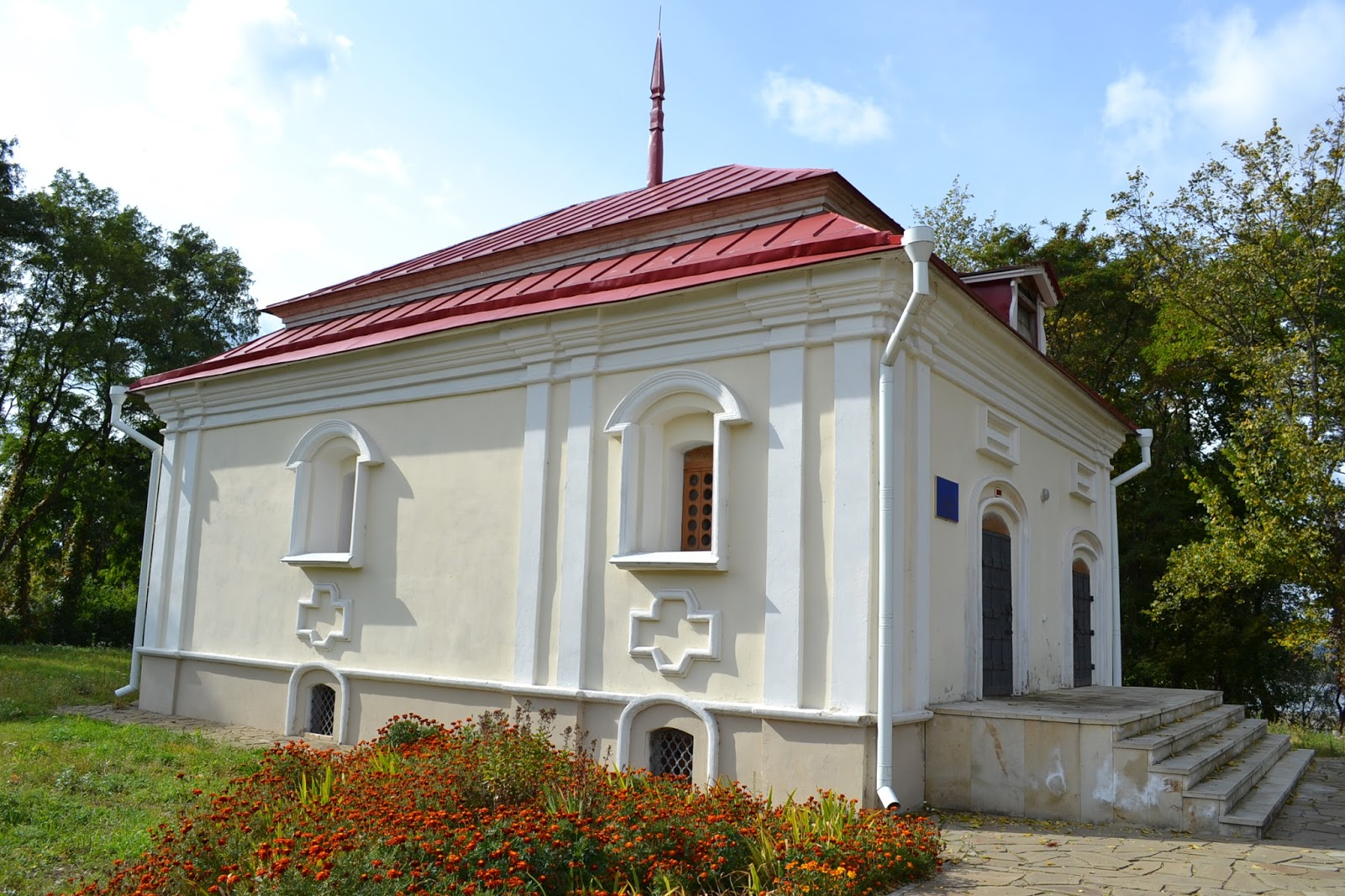
Кам'яниця Полуботка
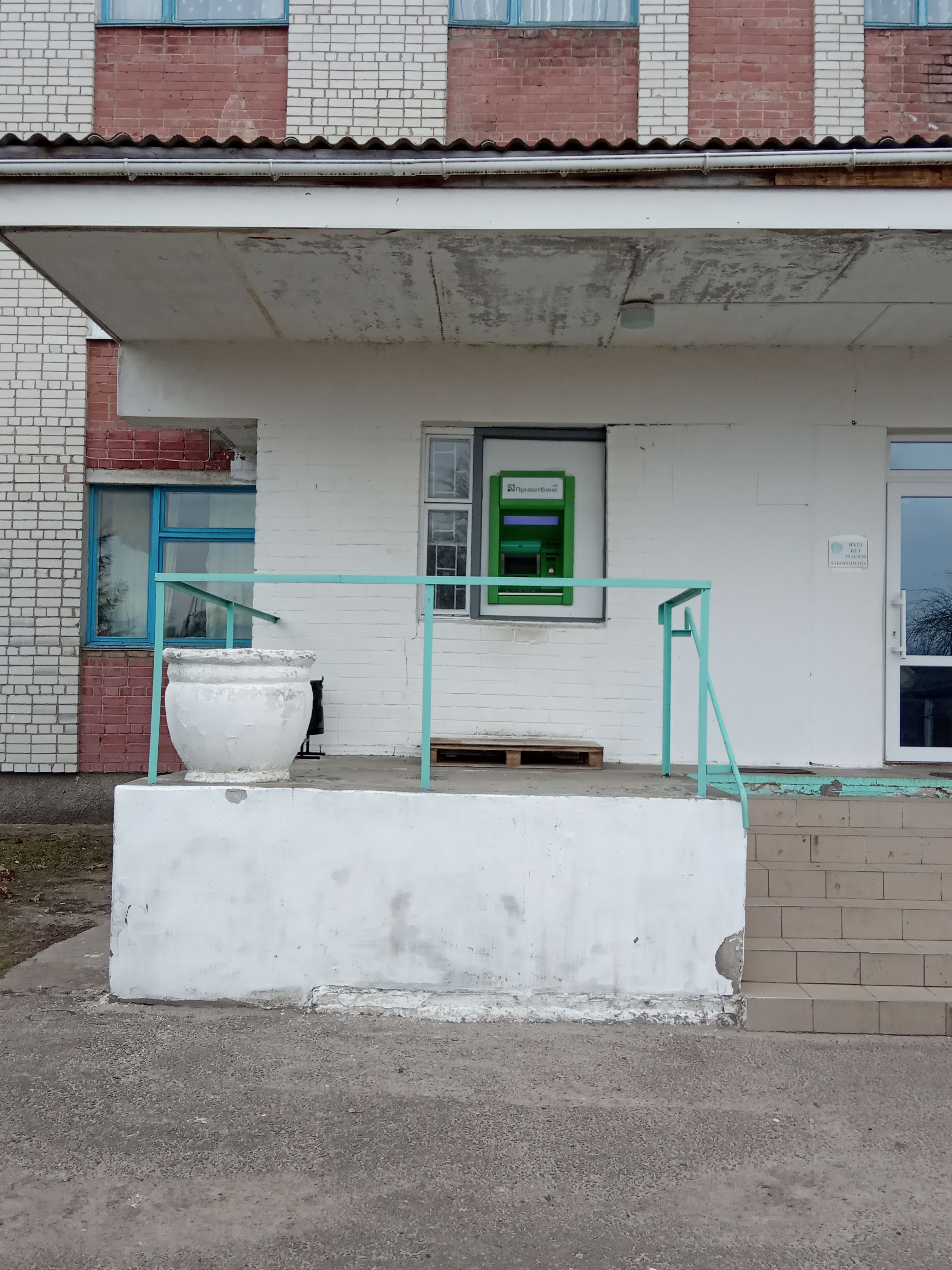
Банкомат Приватбанку у будівлі Любецької селищної ради